# Naoya Fuji
Naoya Fuji (født 31. maj 1993) er en japansk fodboldspiller.
Han har spillet for flere forskellige klubber i sin karriere, herunder Ehime FC.